# Santo Antônio de Goiás
Santo Antônio de Goiás es un municipio brasilero del estado de Goiás. Su población estimada en 2006 era de 3.932 habitantes.